# Щербяк, Уолли
Уолтер Роберт «Уолли» Щербяк (англ. Walter Robert "Wally" Szczerbiak; родился 5 марта 1977 года в Мадриде, Испания) — бывший американский профессиональный баскетболист, выступавший в Национальной баскетбольной ассоциации. На сегодняшний день является аналитиком «Нью-Йорк Никс» в MSG. Он провел 10 сезонов за четыре команды Национальной баскетбольной ассоциации и участвовал в Матче всех звезд НБА в сезоне 2001-02. 

## Биография
Щербяк родился в 1977 году в Мадриде, где в то время его отец Уолтер-старший, трёхкратный чемпион Евролиги, выступал за «Реал Мадрид». После завершения карьеры Уолтера, семья переехала на Лонг-Айленд, где Уолли посещал среднюю школу Колд-Спринг-Харбор. После окончания школы с 1995 по 1999 годы играл за команду Университета Майами, демонстрировал высокую результативность и в последнем сезоне был включён во вторую символическую пятёрку лучших игроков студенческого чемпионата.
В 1999 году Уолли был выбран на драфте НБА клубом «Миннесота Тимбервулвз» под 6-м номером. С первого же сезона стал основным лёгким форвардом команды, был включён в сборную новичков сезона 1999—2000. Лучшим сезоном в НБА для Щербяка стал 2001—2002, когда он сыграл все 82 матчей регулярного чемпионата, набирая в среднем по 18.7 очков за игру, существенно улучшил свой трёхочковый бросок и получил приглашение в команду Западной конференции на Матч всех звёзд НБА в 2002 году. После прихода в «Тимбервулвз» Лэтрелла Спрюэлла Уолли уступил ему место в стартовой пятёрке.
26 января 2006 года Щербяк вместе с Майклом Оловоканди, Дуэйном Джонсом и правом выбора в первом раунде драфта был обменян в «Бостон Селтикс» на Рики Дэвиса, Марка Блаунта, Маркуса Бэнкса, Джастина Рида и два выбора во втором раунде драфта. В Бостоне Уолли играл мало, во многом виной тому была тяжёлая травма колена, на котором он перенёс операцию в межсезонье 2006 года. Во втором сезоне в составе «Селтикс» Щербяка мучили травмы обеих лодыжек.
28 июня 2007 года (в ночь драфта НБА) «Селтикс» обменяли Щербяка вместе с Делонте Уэстом и Джеффом Грином на Рэя Аллена и Глена Дэвиса в «Сиэтл Суперсоникс». Уже через полгода Уолли вновь стал частью крупной сделки, на этот раз его отправили в «Кливленд Кавальерс» вместе с тем же Делонте Уэстом, а также Беном Уоллесом и Джо Смитом из «Чикаго Буллз». В регулярном чемпионате Щербяк в основном подменял со скамейки Леброна Джеймса, но в плей-офф он во всех 13 матчах выходил в стартовой пятёрке на месте атакующего защитника.
Летом 2009 года у Щербяка закончился контракт с «Кливлендом», и он стал свободным агентом.

## Личная жизнь
1 июля 2000 года Щербяк женился на Шеннон Уорд. У пары есть трое детей: Аннабелла Роуз (р. 25.02.2003), Эмберли Роузенна (р. 29.01.2006) и Максимус Джек (р. 01.03.2008).
У Уолли есть брат Уилл, который младше его на девять лет, и сестра Венди, которая младше его на тринадцать лет.

## Статистика

### Статистика в НБА
| Сезон                                                                                    | Команда   | Регулярный сезон | Регулярный сезон | Регулярный сезон | Регулярный сезон | Регулярный сезон | Регулярный сезон | Регулярный сезон | Регулярный сезон | Регулярный сезон | Регулярный сезон | Регулярный сезон | Серия плей-офф | Серия плей-офф | Серия плей-офф | Серия плей-офф | Серия плей-офф | Серия плей-офф | Серия плей-офф | Серия плей-офф | Серия плей-офф | Серия плей-офф | Серия плей-офф |
| Сезон                                                                                    | Команда   | GP               | GS               | MPG              | FG%              | 3P%              | FT%              | RPG              | APG              | SPG              | BPG              | PPG              | GP             | GS             | MPG            | FG%            | 3P%            | FT%            | RPG            | APG            | SPG            | BPG            | PPG            |
| ---------------------------------------------------------------------------------------- | --------- | ---------------- | ---------------- | ---------------- | ---------------- | ---------------- | ---------------- | ---------------- | ---------------- | ---------------- | ---------------- | ---------------- | -------------- | -------------- | -------------- | -------------- | -------------- | -------------- | -------------- | -------------- | -------------- | -------------- | -------------- |
| 1999/00                                                                                  | Миннесота | 73               | 53               | 29,7             | 51,1             | 35,9             | 82,6             | 3,7              | 2,8              | 0,8              | 0,3              | 11,6             | 4              | 4              | 23,5           | 40,0           | 0,0            | -              | 2,0            | 0,5            | 0,8            | 0,3            | 6,0            |
| 2000/01                                                                                  | Миннесота | 82               | 82               | 34,8             | 51,0             | 33,8             | 87,0             | 5,5              | 3,2              | 0,7              | 0,4              | 14,0             | 4              | 4              | 35,8           | 48,6           | 0,0            | 80,0           | 4,5            | 2,5            | 1,3            | 0,8            | 14,0           |
| 2001/02                                                                                  | Миннесота | 82               | 82               | 38,0             | 50,8             | 45,5             | 83,1             | 4,8              | 3,1              | 0,8              | 0,3              | 18,7             | 3              | 3              | 43,7           | 47,7           | 22,2           | 88,9           | 7,0            | 2,0            | 0,7            | 0,0            | 20,0           |
| 2002/03                                                                                  | Миннесота | 52               | 42               | 35,3             | 48,1             | 42,1             | 86,7             | 4,6              | 2,6              | 0,8              | 0,4              | 17,6             | 6              | 6              | 41,8           | 47,5           | 21,4           | 86,7           | 5,0            | 2,2            | 1,0            | 0,2            | 14,5           |
| 2003/04                                                                                  | Миннесота | 28               | 0                | 22,2             | 44,9             | 43,5             | 82,8             | 3,1              | 1,2              | 0,4              | 0,0              | 10,2             | 12             | 0              | 24,9           | 42,0           | 34,5           | 92,7           | 3,3            | 1,7            | 0,5            | 0,2            | 11,8           |
| 2004/05                                                                                  | Миннесота | 81               | 37               | 31,6             | 50,6             | 37,3             | 85,5             | 3,7              | 2,4              | 0,5              | 0,2              | 15,5             | Не участвовал  | Не участвовал  | Не участвовал  | Не участвовал  | Не участвовал  | Не участвовал  | Не участвовал  | Не участвовал  | Не участвовал  | Не участвовал  | Не участвовал  |
| 2005/06                                                                                  | Миннесота | 40               | 40               | 38,9             | 49,5             | 40,6             | 89,6             | 4,8              | 2,8              | 0,5              | 0,4              | 20,1             | Не участвовал  | Не участвовал  | Не участвовал  | Не участвовал  | Не участвовал  | Не участвовал  | Не участвовал  | Не участвовал  | Не участвовал  | Не участвовал  | Не участвовал  |
| 2005/06                                                                                  | Бостон    | 32               | 31               | 36,7             | 47,6             | 39,3             | 89,8             | 3,8              | 3,2              | 0,6              | 0,1              | 17,5             | Не участвовал  | Не участвовал  | Не участвовал  | Не участвовал  | Не участвовал  | Не участвовал  | Не участвовал  | Не участвовал  | Не участвовал  | Не участвовал  | Не участвовал  |
| 2006/07                                                                                  | Бостон    | 32               | 19               | 28,1             | 41,5             | 41,5             | 89,7             | 3,1              | 1,7              | 0,6              | 0,1              | 15,0             | Не участвовал  | Не участвовал  | Не участвовал  | Не участвовал  | Не участвовал  | Не участвовал  | Не участвовал  | Не участвовал  | Не участвовал  | Не участвовал  | Не участвовал  |
| 2007/08                                                                                  | Сиэтл     | 50               | 1                | 23,6             | 46,0             | 42,8             | 84,3             | 2,7              | 1,4              | 0,3              | 0,1              | 13,1             | Не участвовал  | Не участвовал  | Не участвовал  | Не участвовал  | Не участвовал  | Не участвовал  | Не участвовал  | Не участвовал  | Не участвовал  | Не участвовал  | Не участвовал  |
| 2007/08                                                                                  | Кливленд  | 25               | 1                | 22,3             | 35,9             | 36,5             | 87,8             | 3,2              | 1,4              | 0,4              | 0,3              | 8,2              | 13             | 13             | 28,8           | 37,6           | 32,3           | 92,9           | 1,8            | 1,5            | 0,2            | 0,1            | 10,8           |
| 2008/09                                                                                  | Кливленд  | 74               | 5                | 20,6             | 45,0             | 41,1             | 84,9             | 3,1              | 1,1              | 0,4              | 0,1              | 7,0              | 12             | 0              | 12,9           | 44,4           | 16,7           | 81,8           | 2,3            | 0,6            | 0,2            | 0,1            | 3,6            |
|                                                                                          | Всего     | 651              | 393              | 30,8             | 48,5             | 40,6             | 86,0             | 4,0              | 2,4              | 0,6              | 0,2              | 14,1             | 54             | 30             | 26,8           | 42,7           | 28,5           | 88,2           | 3,1            | 1,4            | 0,5            | 0,2            | 10,2           |
| Наведите курсор мыши на аббревиатуры в заголовке таблицы, чтобы прочесть их расшифровку. |           |                  |                  |                  |                  |                  |                  |                  |                  |                  |                  |                  |                |                |                |                |                |                |                |                |                |                |                |